# Cesonia ubicki
Cesonia ubicki är en spindelart som beskrevs av Norman I. Platnick och Mohammad U. Shadab 1980. Cesonia ubicki ingår i släktet Cesonia och familjen plattbuksspindlar. Inga underarter finns listade i Catalogue of Life.